# 维耶日法蒂
维耶日法蒂（法語：Wiège-Faty）是法国皮卡第大区埃纳省的一个市镇，属于韦尔万区桑里绍蒙县。该市镇2009年时的人口为200人。

## 人口
维耶日法蒂人口变化图示
| 数据来源：INSEE |